# 23757 Jonmunoz
23757 Jonmunoz è un asteroide della fascia principale. Scoperto nel 1998, presenta un'orbita caratterizzata da un semiasse maggiore pari a 2,2748849 UA e da un'eccentricità di 0,1447344, inclinata di 7,05170° rispetto all'eclittica.